# Juraj Herz
Juraj Herz, slovaško-češki filmski režiser, igralec in scenarist, * 4. september 1934, Kežmarok, Češkoslovaška/Slovaška. † 8. april 2018, Praga, Češka.

## Življenje
Rodil se je v judovski družini. V otroštvu je bil zaprt v koncentracijskem taborišču v Ravensbrücku in je preživel holokavst. Osnovno šolo je obiskoval v Bratislavi in šolanje nadaljeval na šoli za uporabne umetnosti. Na gledališki akademiji v Pragi je študiral lutkarstvo. Zaposlen je bil v praškem gledališču Semafor in Studijih Barrandov. Med letoma 1989 in 2011 je bil poročen s Terezo Pokorno. Po ločitvi je bil do smrti v zvezi z Martino Hudečkovo.

## Delo
Bil je samoizučen režiser, prve izkušnje s filmskim ustvarjanjem je dobil pri sodelovanju z Zbyněkom Brynychem in Jánom Kadárjem. Preboj mu je uspel leta 1969 s Sežigalcem trupel, ki je nastal po knjižni predlogi Ladislava Fuksa. Leta 1972 je prejel nagrado za najboljši film in nagrado filmskega festivala v Sitgesu. Komunistična cenzura je film takoj po premieri prepovedala in do žametne revolucije leta 1989 ga niso predvajali. Takrat je film postal mednarodno priznan in prejel kultni status. Gre za kombinacijo črne komedije in grozljivke, ki se zaradi svoje kontroverznosti omenja kot eden najboljših češkoslovaških filmov.
Herz je bil eden redkih češkoslovaških režiserjev, ki so v komunističnih časih snemali grozljivke. Drama Petrolejke je bila leta 1972 nominirana za Zlato palmo na Filmskemu festivalu v Cannesu. Film Dan za ljubezen je bil nominiran na sedemindvajsetem Berlinalu. Leta 1986 je izdal tragično dramo o izkušnjah v koncentracijskem taborišču z naslovom Noč me prevzame.
Njegova zadnja večja projekta sta paranormalni triler Tema (2009) in vojna drama Habermannov mlin (2009). Kot režiser in igralec je sodeloval tudi pri seriji kratkih filmov Slovensko 2.0 (2014), nastali ob 20-letnici osamosvojitve Slovaške. Prispeval je kratki film o svoji vrnitvi v rodni Kežmarok z naslovom Častni meščan.

## Filmografija
- Prodajalna šare (Sběrné surovosti, 1965)
- Znamenja raka (Znamení raka, 1965)
- Sežigalec trupel (Spalovač mrtvol, 1969)
- Sladke igre minulega poletja (Sladké hry minulého léta, 1970)
- Petrolejke (Petrolejové lampy, 1971)
- Morgiana (1972)
- Dan za ljubezen (Den pro mou lásku, 1976)
- Lepotica in zver (Panna a netvor, 1978)
- Deveto srce (Deváté srdce, 1979)
- Vampir (Upír z Feratu, 1982)
- Noč me prevzame (Zastihla Mě Noc, 1986)
- Tema (T.M.A., 2009)
- Habermannov mlin (Habermannův mlýn, 2010)
- Častni meščan (Čestný občan, 2014)